# José Sarmiento y Valladares
José Sarmiento de Valladares (1643-1708) est le vice-roi de la Nouvelle-Espagne du 18 décembre 1696 au 3 novembre 1701. Il était le fils de Gregorio Sarmiento de Valladares et de Juana Sarmiento y Niño de Castro.